# Laccophilus lewisius
Laccophilus lewisius är en skalbaggsart som beskrevs av Sharp 1873. Laccophilus lewisius ingår i släktet Laccophilus och familjen dykare. Inga underarter finns listade i Catalogue of Life.